# 수리아 KLCC

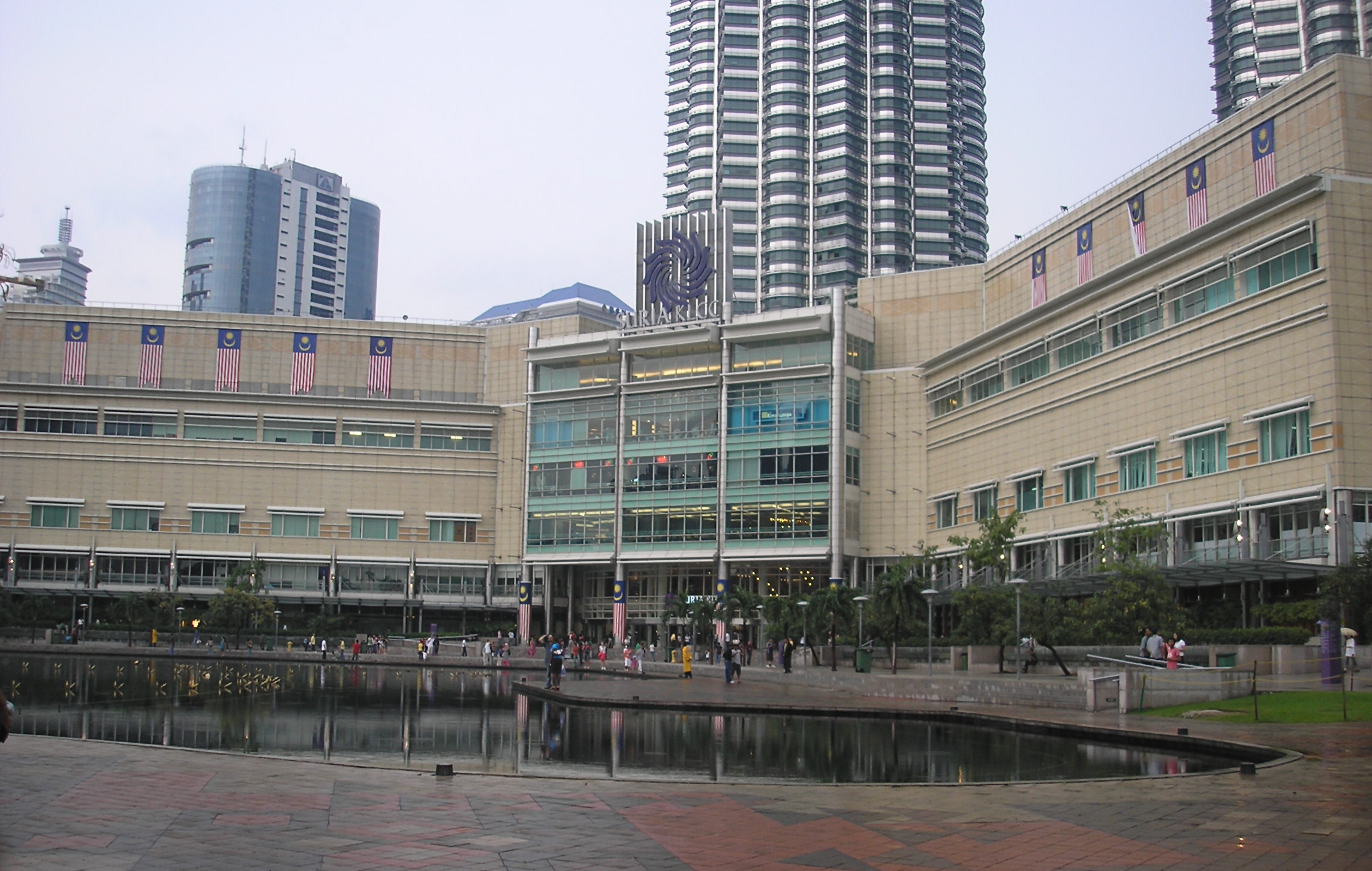
수리아 KLCC

수리아 KLCC(Suria KLCC)는 쿠알라룸푸르 컨벤션 센터(Kuala Lumpur Convention Center)내의 페트로나스 트윈타워에 위치한 쇼핑센터이다. 총 6층으로 구성되어 있다.